# Manuel José Espinola
Manuel José Espinola (Província da Bahia, 1841 — Rio de Janeiro, 7 de outubro de 1912) foi  Ministro do Supremo Tribunal Federal de 29 de setembro de 1906 a 7 de dezembro de 1912.